# محمد عبد الرحمن (لاعب كرة قدم مواليد 1989)
محمد عبد الرحمن (مواليد 4 فبراير 1989) لاعب كرة قدم إماراتي يجيد اللعب في مركز الوسط.

## مسيرة اللاعب
لعب مع نادي العين ونادي الوصل.

## روابط خارجية
- محمد عبد الرحمن على موقع قاعدة بيانات كرة القدم.إي يو (الإنجليزية)
- محمد عبد الرحمن على موقع ناشيونال فوتبول تيمز (الإنجليزية)
- محمد عبد الرحمن على موقع Soccerway.com (الإنجليزية)
- محمد عبد الرحمن على موقع كووورة